# توفيق الطيراوي
توفيق محمد حسين الطيراوي (وُلد في 15 نوفمبر 1946 في الطيرة –) قائد سياسي فلسطيني، ينتمي إلى حركة التحرير الوطني الفلسطيني، ومسؤول أمني ساهم في تأسيس جهاز المخابرات الفلسطيني. نال عدداً من الشهادات العلمية وقام بتأسيس جامعة الاستقلال (الأكاديمية الفلسطينية للعلوم الأمنية) حيث أنه كان يرأس مجلس أمنائها حتى عام 2022.

## سيرته الذاتية
ولد توفيق الطيراوي بتاريخ 15 نوفمبر 1946 في طيرة دندن، قضاء الرملة، لأسرة فلسطينية مُهاجرة بسبب حرب 1948، ومتنقلة بين محافظات الضفة الغربية ولبنان، إلا أنه عاد إلى رام الله فاستقر بها. وقد درس السلك الابتدائي في قرية رنتيس، ثم انتقل إلى قرية سكاكا بمدينة سلفيت، ثم إلى مخيم عقبة جبر في مدينة أريحا حيث أكمل دراسته الإعدادية، ثم حاز على الثانوية من الكلية الإبراهيمية بمدينة القدس. فضلاً عن ذلك فقد حصل على شهادة في الأدب العربي من جامعة بيروت العربية عام 1967، وشهادة أخرى في الفلسفة وعلم النفس من نفس الجامعة. وبعد رجوعه إلى فلسطين عام 1994، تابع دراسته الجامعية العليا فنال شهادة الماجستير في الإدارة التربوية من جامعة النجاح الوطنية عام 2008.
في أعقاب دراسته في لبنان عام 1967، انتمى توفيق الطيراوي إلى حركة فتح، وترأس الفرع اللبناني للاتحاد العام لطلبة فلسطين بين 1969 و1971، وشغل آنذاك منصب أمين سر المكتب الطلابي لحركة فتح، وقد تقلد العديد من المناصب الرسمية والحركية بعد قيام السلطة الفلسطينية في 1994. وقد تابع الطيراوي تقدمه في المواقع الحركية داخل حركة فتح، مما جعله عام 1978 عضواً في الهيئة التنفيذية للاتحاد العام لطلبة فلسطين، وعضواً في المجلس الوطني الفلسطيني، ولجنة إقليم حركة فتح في لبنان. ونظراً لذلك فقد تعرض للملاحقة والاعتقال من قبل القوات السورية في لبنان عام 1985، ونُقِل من لبنان إلى سوريا ثم إلى قبرص إذ لم يُفرج عنه حتى 1990.
وعلى إثر توقيع اتفاق أوسلو بين منظمة التحرير الفلسطينية وإسرائيل في 1993، عاد إلى فلسطين عام 1994 بعد رحلة شتات طويلة، فساعد في إنشاء جهاز المخابرات العامة وتولى مسؤوليته في الضفة الغربية. ويُعد الطيراوي واحداً من القيادات الفلسطينية التي حاصرتها إسرائيل مع الرئيس الفلسطيني وقتها ياسر عرفات في مقر المقاطعة برام الله عامي 2002-2003. وفي أواخر أغسطس 2007 عُيِّن رئيساً لجهاز المخابرات العامة الفلسطينية برتبة لواء من قبل الرئيس الفلسطيني محمود عباس. لكنه أُقيل بعدها في 21 نوفمبر 2008، فقال إن إقالته «جاءت بناءً على رغبة أميركية-إسرائيلية»، ورفض تعيينه مستشاراً أمنياً للرئيس برتبة وزير، مُعتبراً إياه «منصباً شكلياً». وفي مؤتمرها السادس بتاريخ 12 أغسطس 2009، أصبح الطيراوي عضواً في اللجنة المركزية لحركة فتح، وتقلد منصب المفوض العام للمنظمات الشعبية في الحركة إلى حين استقالته من هذا الملف 2011، وتسلم في عام 2013 منصب المفوض العام للتعبئة الفكرية والدراسات. ويرأس الطيراوي أيضاً مجلس أمناء جامعة الاستقلال في أريحا، إضافة إلى اللجنة الوطنية الخاصة بالتحقيق في ظروف استشهاد الرئيس الفلسطيني السابق ياسر عرفات والتي شُكِّلت عام 2009.

## وصلات خارجية
- الموقع الرسمي نسخة محفوظة 28 أغسطس 2011 على موقع واي باك مشين.